# Diastatomma tricolor
Diastatomma tricolor är en trollsländeart som först beskrevs av Palisot de Beauvois 1807.  Diastatomma tricolor ingår i släktet Diastatomma och familjen flodtrollsländor. IUCN kategoriserar arten globalt som livskraftig. Inga underarter finns listade i Catalogue of Life.